# 가거도항
가거도항(可居島港)은 전라남도 신안군 흑산면 가거도리에 있는 대한민국의 국가어항이다. 가거도의 최대 번화가이자 행정 중심지인 대리마을 앞바다에 자리하였으며 1978년 1월 20일 국가어항으로 지정되었다. 개발청은 해양수산부 (서해어업관리단)이며, 관리청은 신안군이다.

## 연혁
- 가거도의 명칭은 원래 '가거도'이었으나, 일제강점기에 '소흑산도'로 개명되었다. 2008년 5월 26일에 일제 잔재 청산과 옛 지명 회복을 위하여 소흑산도항을 종전의 가거도항으로 명칭을 변경했다.[2][3]
- 가거도항 시설 공사는 1979년에 착공했다. 공사 도중 1986년 여름에 대형 태풍 베라가 덮치면서 방파제 220m가 유실되고, 32톤짜리 테트라포트가 항안으로 밀려 들어와 방파제가 파손됐다.
- 2003년에 태풍 라마순의 영향으로 인하여 방파제가 유실되었다. 개당 740만 원이 소요되는 64톤짜리 테트라포트 4천 개, 1천만 원짜리 큐브 블록 1천 개를 투하하여 공사에 착수한 지 30년만인 2008년 6월 2일에 준공되었다.[4]
- 2010년 9월 1일 밤에 제7호 태풍 곤파스로 테트라포트가 부서지는 등 약 27억 원에 달하는 피해가 발생하였다.[5]
- 2011년 태풍 무이파와 2012년 태풍 볼라벤의 여파로 방파제 350m가 부서지고 테트라포드 2천500여개가 유실되는 등 274억원에 규모의 피해가 발생했다. 이에 따라 농림수산식품부는 2천199억원을 들여 `슈퍼 방파제'를 설치할 계획을 발표하였다.[6]

## 어항구역
본 항의 어항구역은 다음과 같다.
- 수역[7]
  - 납덕서 서측 돌출부에서 정남으로 300m 점(해상) 이점에서 정서로 1,200m 점(해상) 이점에서 직각으로 가거도리 남서측 돌출부 육지를 연결하는 선을 따라 형성된 공유수면
- 육역[8]
  - 전라남도 신안군 흑산면 가거도리168-1 외 4필지(상세내역은 생략)